# Dean Butler (acteur)
Dean Butler (Prince George (Brits-Columbia, Canada), 20 mei 1956) is een Amerikaans film- en televisieacteur en producer.

## Levensloop
Dean Butler is opgegroeid in Piedmont, (Californië). Hij begon zijn acteercarrière in 1976 en zijn eerste ervaring als producer kreeg hij in 1978. Hij is vooral bekend geworden door zijn vertolking van Almanzo Wilder, echtgenoot van Laura Ingalls, in de televisieserie Little House on the Prairie.
Tegenwoordig is Butler producer bij zijn eigen bedrijf, Peak Moore Enterprise Inc. Een productiemaatschappij die bekendstaat om het maken van Legacy Documentaries (documentaires die iets nalaten) en andere televisieprogramma`s. Waaronder een terugblik op de serie Het Kleine Huis op de Prairie samen met toenmalige acteurs.